# Pubblicità pubblica

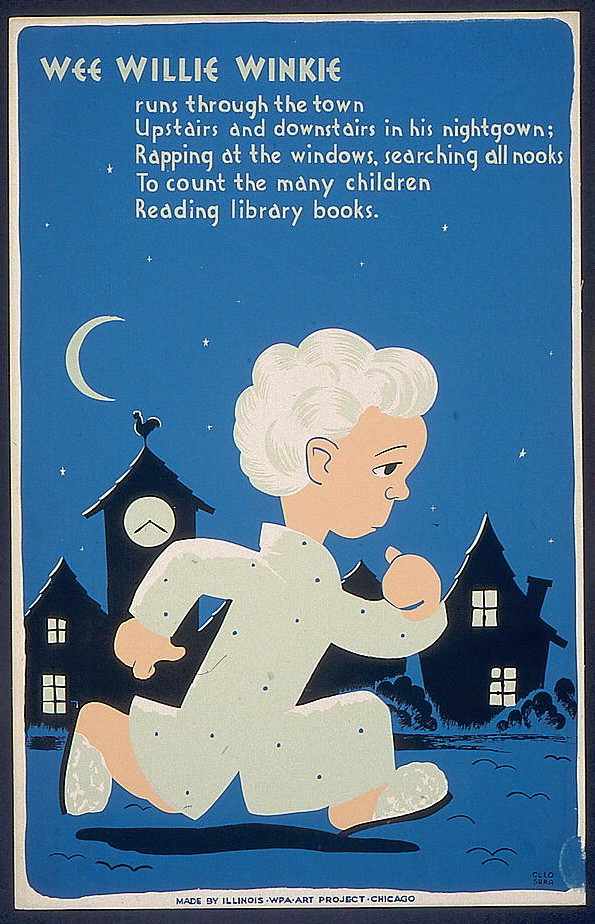
Wee Willie Winkie, Pubblicità dello stato dell'Illinois (Works Progress Administration) per incentivare la lettura dei libri delle biblioteche (1940).

La pubblicità pubblica è una forma di pubblicità non profit (cioè non a carattere commerciale) impiegata dallo Stato o dall'Amministrazione pubblica, volta a comunicare informazioni relative ai diritti e ai doveri dei cittadini.
La pubblicità pubblica è riconducibile all'attività di trasparenza degli enti di natura pubblica. Dovrebbe consentire ai cittadini di usufruire nel modo migliore possibile dei servizi di cui essi hanno diritto, sensibilizzarli su problematiche socialmente rilevanti, e più in generale stimolare un processo di crescita civile e sociale.
Compito della pubblicità pubblica non è quello di sostituirsi a tutta la comunicazione delle istituzioni, ma essere una parte integrante di quello che in gergo si definisce marketing mix oppure comunicazione integrata.
Il  limite principale della pubblicità pubblica è rappresentato dal fatto che spesso viene percepita dai cittadini come un prolungamento della propaganda elettorale, e quindi vista come una sorta di advocacy advertising volta a sottolineare periodicamente il buon operato di un governo o di una pubblica amministrazione e perciò al fine di mantenere un consenso.
In particolare, secondo i detrattori della pubblicità pubblica, lo Stato (o il suo apparato) dovrebbe limitarsi a emettere informazioni attraverso i canali tradizionali (ad esempio la Gazzetta Ufficiale) e astenersi dall'impiego della réclame.